# Diócesis de Oyem
La diócesis de Oyem (en latín: Dioecesis Oyemensis y en francés: Diocèse de Oyem) es una circunscripción eclesiástica de la Iglesia católica en Gabón. Se trata de una diócesis latina, sufragánea de la arquidiócesis de Libreville. Desde el 17 de febrero de 2000 su obispo es Jean-Vincent Ondo Eyene.

## Territorio y organización
La diócesis tiene 38 465 km² y extiende su jurisdicción sobre los fieles católicos de rito latino residentes en la provincia de Woleu-Ntem.
La sede de la diócesis se encuentra en la ciudad de Oyem, en donde se halla la Catedral de Santa Teresa.
En 2021 en la diócesis existían 13 parroquias.

## Historia
La diócesis fue erigida el 13 de mayo de 1969 con la bula Divini Magistri verba del papa Pablo VI, obteniendo el territorio de la arquidiócesis de Libreville.
El 19 de marzo de 2003 cedió una parte de su territorio para la erección de la prefectura apostólica de Makokou (hoy vicariato apostólico de Makokou) mediante la bula Omnium de fidelium del papa Juan Pablo II.

## Estadísticas
Según el Anuario Pontificio 2022 la diócesis tenía a fines de 2021 un total de 169 200 fieles bautizados.
| Año                                                                             | Población            | Población | Población      | Sacerdotes | Sacerdotes    | Sacerdotes    | Bautizados por sacerdote | Diáconos permanentes | Religiosos | Religiosos | Parroquias |
| Año                                                                             | Bautizados católicos | Total     | % de católicos | Total      | Clero secular | Clero regular | Bautizados por sacerdote | Diáconos permanentes | Varones    | Mujeres    | Parroquias |
| ------------------------------------------------------------------------------- | -------------------- | --------- | -------------- | ---------- | ------------- | ------------- | ------------------------ | -------------------- | ---------- | ---------- | ---------- |
| 1970                                                                            | 68 000               | 150 000   | 45.3           | 28         | 9             | 19            | 2428                     |                      | 19         |            | 8          |
| 1980                                                                            | 105 358              | 166 000   | 63.5           | 30         | 8             | 22            | 3511                     |                      | 32         | 18         | 10         |
| 1990                                                                            | 118 579              | 211 000   | 56.2           | 16         | 7             | 9             | 7411                     |                      | 14         | 19         | 10         |
| 1997                                                                            | 110 000              | 195 000   | 56.4           | 20         | 14            | 6             | 5500                     |                      | 9          | 20         | 11         |
| 2000                                                                            | 119 052              | 183 157   | 65.0           | 18         | 13            | 5             | 6614                     |                      | 9          | 12         | 10         |
| 2001                                                                            | 121 360              | 244 000   | 49.7           | 20         | 16            | 4             | 6068                     |                      | 7          | 13         | 11         |
| 2002                                                                            | 123 020              | 244 615   | 50.3           | 22         | 16            | 6             | 5591                     |                      | 9          | 14         | 11         |
| 2003                                                                            | 78 020               | 159 615   | 48.9           | 15         | 12            | 3             | 5201                     |                      | 7          | 11         | 8          |
| 2004                                                                            | 78 020               | 159 615   | 48.9           | 20         | 15            | 5             | 3901                     |                      | 9          | 17         | 8          |
| 2007                                                                            | 78 020               | 159 615   | 48.9           | 23         | 18            | 5             | 3392                     | 2                    | 9          | 17         | 8          |
| 2011                                                                            | 104 100              | 174 000   | 59.8           | 36         | 35            | 1             | 2891                     |                      | 3          | 10         | 8          |
| 2016                                                                            | 151 600              | 154 986   | 97.8           | 30         | 27            | 3             | 5053                     |                      | 7          | 10         | 8          |
| 2019                                                                            | 162 000              | 165 000   | 98.2           | 32         | 31            | 1             | 5062                     |                      | 4          | 13         | 10         |
| 2021                                                                            | 169 200              | 172 340   | 98.2           | 42         | 42            |               | 4028                     |                      | 2          | 13         | 13         |
| Fuente: Catholic-Hierarchy, que a su vez toma los datos del Anuario Pontificio. |                      |           |                |            |               |               |                          |                      |            |            |            |

## Episcopologio
- François Xavier Ndong Ndoutoume † (13 de mayo de 1969-23 de agosto de 1982 retirado)
- Basile Mvé Engone, S.D.B. (23 de agosto de 1982 por sucesión-3 de abril de 1998 nombrado arzobispo de Libreville)
- Jean-Vincent Ondo Eyene, desde el 17 de febrero de 2000